# Yasmin Giger
Yasmin Giger (6 de noviembre de 1999) es una deportista de Suiza que compite en atletismo. Ganó una medalla de bronce en el Campeonato Mundial de Atletismo Sub-20 de 2018, en la prueba de 400 m vallas.